# Stemma della Toscana

Stemma della Toscana (senza il logotipo Regione Toscana)

Lo stemma della Toscana prevede il Pegaso inalberato e rivoltato, di color argento, in uno scudo sannitico con campo rosso.
Il Pegaso ha fatto la sua comparsa al centro del gonfalone toscano già nel 1975, durante la prima legislatura, ed è stato poi riconosciuto come simbolo della Regione con la Legge Regionale n° 18/1995.

## Composizione e colori
Lo stemma consiste nel "Pegaso",  tratto dalla medaglia attribuita al Cellini, in colore nero su bianco, inserito in uno scudo "sannitico" con colore di fondo rosso. Per la stampa in quadricromia, il rosso è ottenuto con magenta 100% e giallo 100%; tale colore equivale al Pantone 032C. Ne fa parte anche il logotipo "Regione Toscana" posizionato al di sopra dello scudo, oppure lateralmente allo stesso, con specifiche tecniche e caratteri tipografici fissati. La riproduzione può essere effettuata a colori o nel solo colore nero, con lo scudo campito di retinatura di nero al 30%, al solo filo di contorno.

## Storia
Il simbolo della regione ha fatto la sua prima apparizione al centro del gonfalone toscano nel 1975, durante la prima legislatura della regione. Dopo una serie di ipotesi fu scelto il cavallo alato come segno distintivo del gonfalone (L.R. n. 44 del 20 maggio 1975) e fu scartata invece la proposta del Codice delle proporzioni di Leonardo da Vinci, perché ritenuto inadatto sia ad una semplice riproduzione, sia a qualsiasi tipo di elaborazione grafica.
Il disegno è stato ripreso – e in parte modificato – da una moneta attribuita a Benvenuto Cellini, realizzata dall'artista fiorentino nel 1537 in onore del cardinale Pietro Bembo. La medaglia è oggi conservata al Museo Nazionale del Bargello di Firenze. Il Pegaso del Cellini, stampato sulla copertina di un'edizione della rivista Il Pegaso diretta da Ugo Ojetti, fu scelto, per la sua origine mitologica, dal segretario del Comitato Toscano di Liberazione Nazionale come simbolo della libertà di tutto il popolo italiano. Infatti nel verbale della Riunione della Commissione regionale del 1971 si riporta che come simbolo dell'articolazione regionale della guerra di liberazione, esso prefigura la Regione Toscana in quanto istituzione della Repubblica Italiana nata dalla Resistenza.
Per il marchio della regione nel 1993, con delibera della Giunta regionale (la n. 1749 del 22/02/93), per la necessità di contraddistinguere la partecipazione della Regione in iniziative di carattere culturale, promozionale o di comunicazione effettuate in collaborazione con soggetti terzi, fu adottata la soluzione prima scartata della lettera "T" iscritta nel Codice delle proporzioni di Leonardo insieme al logotipo "Regione Toscana".
In seguito, per necessità di dare una immagine esterna della Regione coordinata, uniformando il marchio e il gonfalone che erano diversi l'uno dall'altro, la L. R. n. 18 del 3 febbraio 1995 ha deliberato quale unico simbolo della Regione Toscana il Pegaso, disciplinando definitivamente con legge regionale lo stemma, il gonfalone e il sigillo. Così facendo si è disposta la decadenza delle precedenti delibere e l'abrogazione dell'originaria legge di adozione del gonfalone.
Due anni dopo, con una delibera di Giunta del 1997, si è proceduto all'approvazione del nuovo marchio, che si differenziava dallo stemma, oltre che per le modalità d'uso, per il colore del riquadro in cui campeggiava il Pegaso che era verde anziché rosso.
Con la Legge Regionale n.59/2015 e con la deliberazione del Consiglio Regionale n.85/2016 il marchio è stato abrogato.

## Impiego

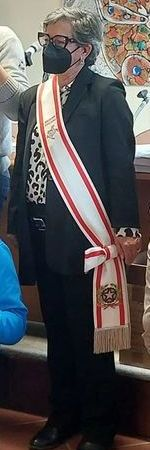
Una consigliera regionale indossa la fascia della regione con lo stemma, su delega del Presidente del Consiglio Regionale.

Lo Stemma è usato dalla Regione Toscana nelle iniziative culturali, promozionali e di comunicazione realizzate e ideate dalla Regione stessa o in collaborazione con Istituti, Enti Locali, Enti Pubblici e Aziende regionali.
Il suo impiego è riservato ai sensi di legge e viene autorizzato tramite un atto dal dirigente responsabile, competente dell'iniziativa per la quale il permesso viene richiesto. Con la concessione del patrocinio e la conseguente autorizzazione all'uso dello stemma della Regione Toscana, il Presidente della Regione manifesta la propria adesione a progetti ed eventi di carattere sociale, informativo, culturale, scientifico, sportivo e artistico. La concessione non ha mai carattere permanente, è dunque fornita di volta in volta, per ogni singola iniziativa.
Stemma e marchio sono depositati e quindi tutelati sia agli effetti nazionali che internazionali, ai sensi del R.D. 21/6/1942, n.929, come modificato dal D.Lgs. 4/12/1992, n.480, dal D. Lgs. 19/3/1996, n.198 e dal D. Lgs. 8/10/1999, n.447.
Il loro utilizzo è disciplinato dalla Legge Regionale 21 luglio 2015 n.59, e dalla Delibera del Consiglio Regionale 11 ottobre 2016 n.85 (allegato A, allegato B, allegato C).
La normativa del 2015 ha anche regolamentato l'uso della fascia bicolore della regione che mostra in modo prominente il Pegaso dello stemma: agli eventi pubblici la possono indossare in primo luogo il presidente e, in sua assenza, il presidente del consiglio regionale, seguiti in ordine dagli assessori, dai vicepresidenti del consiglio regionale, dai segretari dell'ufficio di presidenza e infine dai consiglieri regionali con delega.